# Liste der deutschen Botschafter in Kuwait
Die Liste der deutschen Botschafter in Kuwait enthält die Botschafter der Bundesrepublik Deutschland in Kuwait.
| Name                        | Amtszeit  |
| --------------------------- | --------- |
| Friedrich Landau            | 1977–?    |
| Claus Sönksen               | 1989–1991 |
| Gunter Mulack               | 1991–1994 |
| Werner Krebs                | 1999–2001 |
| Klaus Achenbach             | 2004–2007 |
| Michael Worbs               | 2007–2010 |
| Frank Marcus Mann           | 2010–2013 |
| Eugen Wollfarth             | 2013–2016 |
| Karlfried Bergner           | 2016–2019 |
| Stefan Möbs                 | 2019–2022 |
| Hans-Christian von Reibnitz | seit 2022 |